# Seigneurie de Madawaska
La seigneurie de Madawaska était une seigneurie de la Nouvelle-France. Elle était située dans l'actuelle municipalité régionale de comté du Témiscouata au Bas-Saint-Laurent.

## Toponymie
Une ordonnance datée du 18 août 1708 mentionne le toponyme « Seigneurie de Madaouaska » pour la seigneurie.

## Histoire

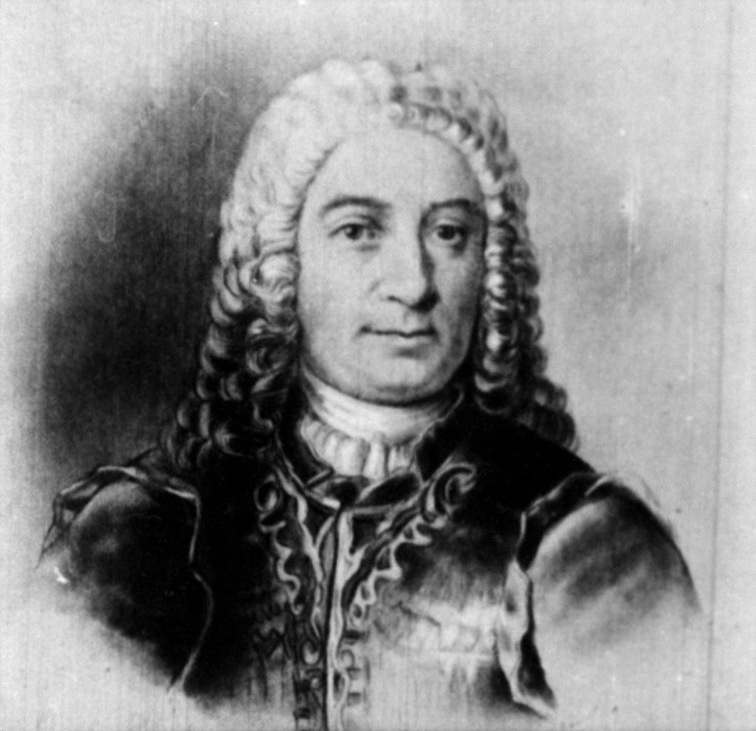
Charles Aubert de La Chesnaye, premier seigneur de Madawaska

La seigneurie de Madawaska mesurant trois lieues de front sur la rivière Madawaska par deux lieues de profondeur fut concédée à Charles Aubert de La Chesnaye le 25 novembre 1683. Son territoire incluait le lac Témiscouata.